# Большая Лесная Рассоха
Большая Лесная Рассоха — река в Таймырском Долгано-Ненецком районе Красноярского края России. Длина — 109 км (с Лесной Рассохой — 164 км). Площадь водосборного бассейна — 1970 км². Питание снеговое и дождевое.
Образуется слиянием рек Лесная Рассоха и Малая Лесная Рассоха на высоте 40 метров над уровнем моря. В верхнем и среднем течении меандрирует. Течёт по тундровой местности преимущественно в северном направлении. В бассейне множество мелких и средних озёр. Впадает в реку Новая справа, на высоте примерно 8 метров над уровнем моря. Перед впадением справа отделяется протока Мелкая, которая впадает в Новую в 14 км юго-восточнее устья. Ширина русла в среднем течении 70-84 м, в нижнем течении 90 м. Скорость течения на среднем участке — 0,5 км/ч.

## Данные водного реестра
По данным государственного водного реестра России и геоинформационной системы водохозяйственного районирования территории РФ, подготовленной Федеральным агентством водных ресурсов:
- Бассейновый округ — Енисейский
- Речной бассейн — Хатанга
- Речной подбассейн — Хатанга от слияния Хеты и Котуя до устья
- Водохозяйственный участок — Хатанга от истока до устья без реки Попигай
- Код водного объекта — 17040400112117600029893

### Притоки
(указано расстояние от устья)
- 11 км: река без названия
- 50 км: река без названия
- 55 км: река без названия
- 63 км: река Леттах-Юрях
- 87 км: река без названия
- 109 км: река Лесная-Рассоха (Томулах)
- 109 км: река Мал. Лесная-Рассоха